# كازوهيرو كويزومي
كازوهيرو كويزومي (باليابانية: 小泉和裕؛ بالكانا: こいずみ かずひろ) هو موزع ياباني، ولد في 16 أكتوبر 1949 في كيوتو في اليابان.

## وصلات خارجية
- كازوهيرو كويزومي على موقع ميوزك برينز (الإنجليزية)
- كازوهيرو كويزومي على موقع ديسكوغز (الإنجليزية)